# Gottlob Heinrich von Birckholtz
Gottlob Heinrich von Birckholtz (* 27. Juni 1706 in Stechau; † 4. September 1787 ebenda) war ein deutscher Jurist. Er war kurfürstlich-sächsischer Hofrichter in Wittenberg und Landkammerrat, auch Obersteuereinnehmer sowie Rittergutsbesitzer.

## Leben

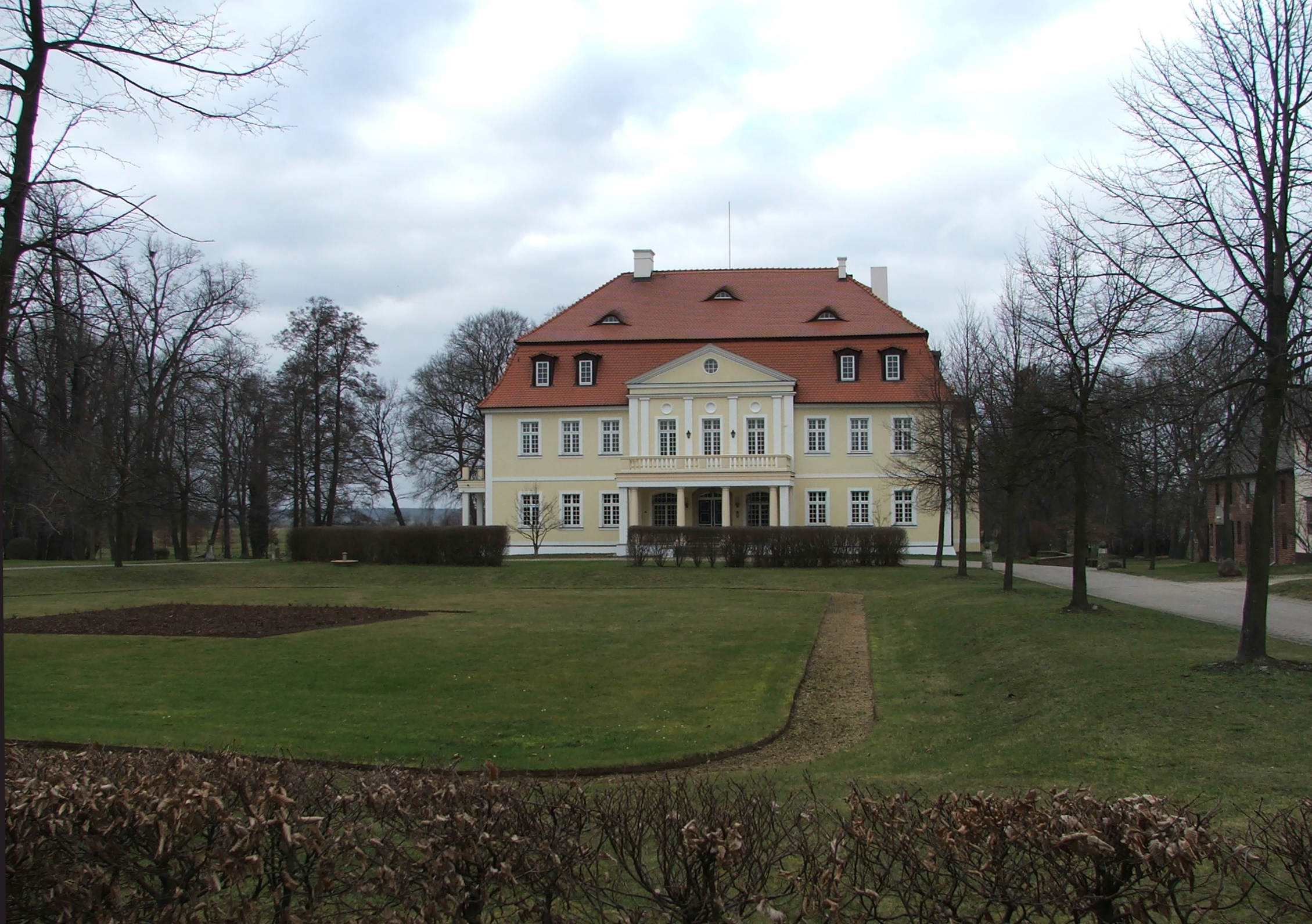
Schloss Stechau – unter Gottlob Heinrich von Birckholtz errichtet

Er stammte aus dem Adelsgeschlecht von Birckholtz und war der Sohn von Gottlob Georg von Birckholtz und dessen Ehefrau Johanna geborene von Witzleben. Gottlob Heinrich schlug eine Verwaltungslaufbahn im Dienst der Wettiner ein. Als Jurist wurde er Richter am Hofgericht in Wittenberg. Ferner war er als Landkammerrat und Obersteuereinnehmer für den Kurfürsten von Sachsen in Dresden tätig.
Von seinem Vater übernahm er das Rittergut Stechau, als dessen Herrenhaus er ein repräsentatives Barockschloss auf seine Kosten im Jahre 1752 errichten ließ.
1771 klagte er gegen die Kurkreis-Deputation und die Stände besagten Kreises wegen Einbringung und Ablieferung der ritterschaftlichen Reste auch Vorschuss aus den Kriegsjahren.

## Familie
Gottlob Heinrich von Birckholtz hinterließ zum Zeitpunkt seines Todes im Jahre 1787 folgende fünf Kinder:
- Gottlob Leopold von Birckholtz, Hofgerichtsassessor
- Wilhelm Heinrich von Birckholtz, Kammerjunker und Oberaufseher
- George Heinrich von Birckholtz, Premierleutnant
- Carl Friedrich von Birckholtz, Kammerjunker
- Johanna Louisa verw. Hofgerichtsassessorin von Vittinghoff geb. von Birckholtz.[3]

Seine Kinder verkauften das väterliche Gut im Jahre 1791 an ihren Bruder und Mitbesitzer, dem inzwischen zum Rittmeister aufgestiegenen George Heinrich von Birckholtz. Dieser starb kinderlos, ledig und ohne Testament am 26. März 1812, wodurch das Schloss Stechau im Erbgang an Verwandte seiner Ehefrau gelangte.